# Izraelská hraniční policie

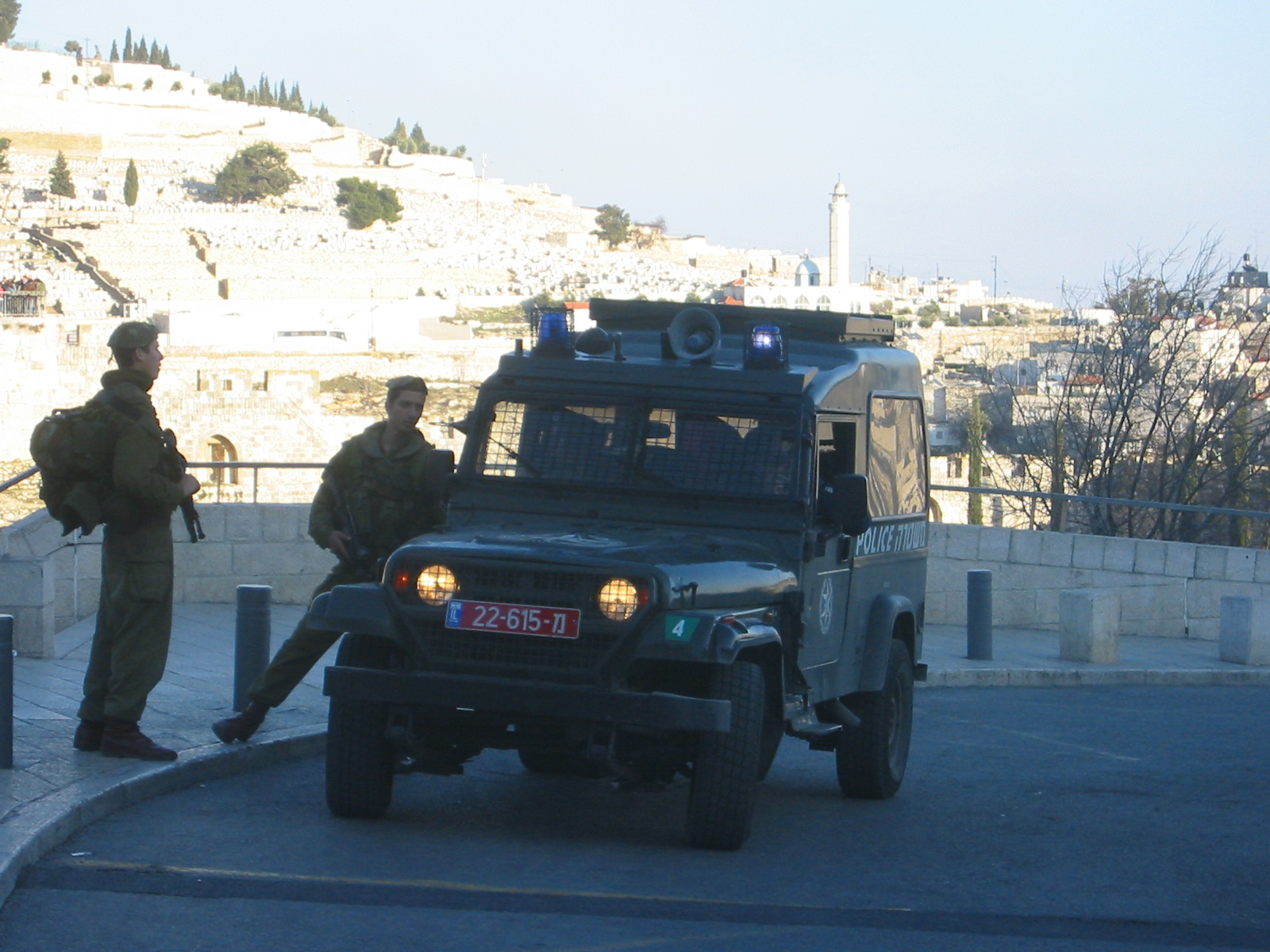
Magavnikim s vozidlem izraelské hraniční policie Sufa, ve Starém městě v Jeruzalémě

Izraelská hraniční policie (hebrejsky: משמר הגבול, Mišmar ha-Gvul) je vojenská sekce (četnictvo) izraelské policie. Běžně je známá pod hebrejským akronymem Magav (hebrejsky: מג"ב), což znamená pohraniční stráž, zatímco členové hraniční policie jsou hovorově známí jako Magavnikim (hebrejsky: מגבניקים).
Byla založena roku 1949 jako součást izraelské armády za účelem poskytování ochrany vesnickým oblastem podél hranic. Postupem času se však transformovala na pohraniční policii. V nedávné době se výrazně zapojovala během Druhé intifády a během izraelského plánu jednostranného stažení.
V roce 1956 jedenáct členů izraelské hraniční policie spáchalo masakr v Kafr Kasim.